# (678) Fredegundis
(678) Fredegundis ist ein Asteroid des Hauptgürtels, der am 22. Januar 1909 vom deutschen Astronomen Karl Wilhelm Lorenz in Heidelberg entdeckt wurde. 
Der Asteroid wurde benannt nach Fredegunde. Sie war die Gemahlin von Chilperich I., eines merowingischen Frankenkönigs im 6. Jahrhundert. Eventuell ist der Name auch von der Oper Fredigundis von Franz Schmidt abgeleitet, die auf dem Leben der Fredegund basiert.